# Confrontation
Confrontation — посмертный студийный альбом ямайской рэгги-группы Bob Marley & The Wailers, вышедший в 1983 году, спустя два года после смерти Боба Марли. В альбом вошёл неизданный материал и различные синглы, записанные Марли при жизни. Самая известная композиция на альбоме — «Buffalo Soldier», занявшая 71-ю позицию в чарте R&B Singles.

## Обложка
Обложка Confrontation — ссылка на битву Георгия Победоносца со змеем. Змей на обложке символизирует Вавилон (устои западного общества), разрушаемый Марли посредством его творческой деятельности.
На внутренней стороне обложки изображено Сражение при Адуа — решающее сражение Итало-эфиопской войны 1895–1896 гг., в ходе которого итальянская армия потерпела поражение и Италия была вынуждена признать суверенитет Эфиопии. Сражению предшествовало объединение Эфиопии в единое государство.

## Список композиций
Все композиции написаны Бобом Марли.
Сторона А
1. «Chant Down Babylon» – 2:35
2. «Buffalo Soldier» – 4:16
3. «Jump Nyabinghi» – 3:43
4. «Mix Up, Mix Up» – 5:07
5. «Give Thanks and Praises» – 3:15

Сторона Б
1. «Blackman Redemption» – 3:33
2. «Trench Town» – 3:12
3. «Stiff Necked Fools» – 3:24
4. «I Know» – 3:19
5. «Rastaman Live Up!» – 5:23

Бонус-треки CD-издания 2001 года
1. «Buffalo Soldier» (12" mix) – 7:37

## Чарты
| Год  | Чарт              | Позиция |
| ---- | ----------------- | ------- |
| 1983 | R&B Albums        | 31      |
| 1983 | The Billboard 200 | 55      |

| Год  | Чарт        | Сингл             | Позиция |
| ---- | ----------- | ----------------- | ------- |
| 1983 | R&B Singles | «Buffalo Soldier» | 71      |

## Участники записи
- Боб Марли — вокал, ритм-гитара, бэк-вокал
- Эштон Барретт[англ.] — бас-гитара, ритм-гитара, перкуссия
- Карлтон Барретт[англ.] — ударные
- Тайрон Дауни[англ.] — клавишные, бэк-вокал
- Джуниор Марвин-Хансон[англ.] — соло-гитара, бэк-вокал
- Эрл Линдо[англ.] — клавишные
- Элвин Паттерсон[англ.] — перкуссия
- I Threes — бэк-вокал
- Карлтон «Санта» Дэвис[англ.] — ударные (в «Chant Down Babylon»)
- Глен ДаКоста — тенор-саксофон
- Дэвид Мэдден — труба
- Рональд Робинсон — тромбон
- Девон Эванс — перкуссия